# Lista parków narodowych Japonii
Lista japońskich parków narodowych

## Hokkaido(Północ)
- Park Narodowy Rishiri-Rebun-Sarobetsu
- Park Narodowy Shiretoko
- Park Narodowy Akan-Mashū
- Park Narodowy Daisetsuzan
- Park Narodowy Kushiro Shitsugen
- Park Narodowy Shikotsu-Tōya

## Region Tōhoku(Północny wschód)
- Park Narodowy Towada-Hachimantai
- Park Narodowy Rikuchu Kaigan (od 2013 r. część Narodowego Parku Rekonstrukcji Sanriku)
- Park Narodowy Bandai-Asahi

## Region Kantō(Wschód)
- Park Narodowy Nikkō
- Park Narodowy Chichibu-Tama-Kai
- Park Narodowy Ogasawara

## Region Chūbu(Centrum)
- Park Narodowy Jōshin'etsu Kōgen
- Park Narodowy Chūbu-Sangaku
- Park Narodowy Hakusan
- Park Narodowy Alpy Południowe
- Park Narodowy Fudżi-Hakone-Izu

## Region Kinki(Zachód)
- Park Narodowy Ise-Shima
- Park Narodowy Yoshino-Kumano

## Region ChūgokuorazSikoku(Południowy zachód)
- Park Narodowy San'in Kaigan
- Park Narodowy Daisen-Oki
- Park Narodowy Seto Naikai
- Park Narodowy Ashizuri-Uwakai

## Kiusiu(Południe)
- Park Narodowy Saikai
- Park Narodowy Aso-Kujū
- Park Narodowy Unzen-Amakusa
- Park Narodowy Kirishima-Yaku (od 2012 rozdzielony na: Park Narodowy Kirishima-Kinkōwan i Park Narodowy Yakushima)
- Park Narodowy Kirishima-Kinkōwan
- Park Narodowy Yakushima

## Okinawa(Wyspy południowe)
- Park Narodowy Iriomote-Ishigaki
- Quasi-Park Narodowy Wybrzeża Okinawy
- Park Narodowy Yanbaru
- Quasi-Park Narodowy Bitwy o Okinawę